# Stazione di Noryangjin
La stazione di Noryangjin (노량진역, 鷺梁津驛, Noryangjin-yeok) è una stazione ferroviaria di Seul, in Corea del Sud, e si trova nel quartiere di Dongjak-gu. La stazione è molto utilizzata da chi visita il vicino mercato del pesce, uno dei più grandi della Corea, direttamente collegato alla stazione da un ponte pedonale. La stazione offre l'interscambio fra le linee 1 e 9 della metropolitana di Seul. Al momento, tuttavia, le due stazioni non sono collegate, e nel corso del 2013 verrà aperto un collegamento sotterraneo fra le due.

## Binari

### Stazione Korail
La stazione di superficie è utilizzata dalla Korail.
| 1   | ■Linea Gyeongbu (Linea 1) | Espressi per Guro, Dong-Incheon, Suwon e Cheonan        |
| 2   | ■Linea Gyeongbu (Linea 1) | Espressi per Yongsan                                    |
| 3   | ■Linea Gyeongbu (Linea 1) | Non in uso                                              |
| 4   | ■Linea Gyeongbu (Linea 1) | Locali per Guro, Dong-Incheon, Cheonan e Sinchang       |
| 5   | ■Linea Gyeongbu (Linea 1) | Locali per Seul, Cheongnyangni, Uijeongbu e Dongducheon |
| 6-7 | ■Linea Gyeongbu (Linea 1) | Non in uso                                              |

### Stazione linea 9
La stazione della linea 9 è sotterranea 
| 1 | ■ Linea 9 | Espressi e locali per Yeouido, Dangsan, Aeroporto Gimpo e Gaehwa |
| 2 | ■ Linea 9 | Espressi e locali per Dongjak, Gosokteomineol e Sinnonhyeon      |